# Тапетар
Тапетар је мајстор занатлија, који уређује или украшава собе тапетама. Тапете могу бити од разног материјала и обично се лепе на зидове. Поступак постављања тапета (Florale Tapete auf der Badenburg, München)обухвата: чишћење и прање зидова, украјање тапета, премазивање зидова лепком и лепљење тапета. Овај занат изискује: спретност, педантност и уметничке склоности у избору боја и дезена.
Сама реч тапетар потиче од латинске речи tapetum.
Поред овога негде се тапетар поистовећује са тапатером односно тапецирером а то је мајстор који се бави тапацирањем (пресвлачењем) намештаја.